# 橋本航介
橋本 航介（はしもと こうすけ、1987年4月7日 - ）は、サンテレビジョン（SUN）所属のアナウンサー。2024年2月27日からは、上方落語の定席の1つである神戸新開地・喜楽館の「アンバサダー」（広報大使）としても活動している。

## 来歴・人物
大阪府箕面市の出身で、血液型はO型、星座はおひつじ座。関西学院高等部への在学中には、野球部に所属していた。WEST.の中間淳太は、高校からの同級生である。
関西学院大学社会学部卒業後の2010年4月、アナウンサーとして山陰放送（BSS）に入社した。2015年3月31日付で同局を退職すると、同年4月1日付でサンテレビに移籍した。試用社員として『サンテレビボックス席』（プロ野球中継）のベンチリポーターなどを務めた後に、2015年10月1日付でサンテレビの正社員になった。
2016年からは、「阪神・淡路大震災　1．17のつどい」（1999年から震災発生当日の1月17日に神戸市の東遊園地で開かれる追悼行事）生中継の進行役を、先輩アナウンサーの木内亮から継承した。スポーツアナウンサーとしての活動も、本格的に始めている。
「阪神タイガースと落語が大好き」とのことで、2024年2月27日には、神戸新開地・喜楽館支配人の伊藤史隆から「神戸新開地・喜楽館アンバサダー」を委嘱された。喜楽館が朝日放送→朝日放送テレビのスポーツアナウンサーでもある伊藤の支配人就任（2023年度）を機に「アンバサダー」のポストを新設したことに伴う委嘱で、橋本以外にも、朝日放送テレビアナウンサーの芦沢誠・桂紗綾が2024年1月1日付で伊藤から「アンバサダー」を任されている。

## 担当番組

### サンテレビへの移籍後
- SUN-TVニュース（不定期）
  - 2018年には、9月下旬から11月中旬まで、『情報スタジアム 4時!キャッチ』月・水曜日への内包分を定期的に担当していた。
- サンテレビボックス席（プロ野球シーズン）
  - 2016年シーズンまでは、実況を修業する一方で、ベンチリポートやヒーローインタビュアーのみを担当していた。2017年7月18日の阪神タイガース対広島東洋カープ戦中継（阪神甲子園球場）からは実況も開始。
- 熱血!タイガース党（プロ野球オフシーズン）
  - 2015年度から「党首補佐見習い」という肩書でレギュラー出演。同年度は、主に「若虎に直撃! 橋本航介です」（阪神の若手選手・二軍首脳陣に対するVTRでのインタビュー企画）へ登場していた。放送上は、2017年度から「党首補佐」に昇格。
  - 2016年度からは、他の「党首補佐」（スポーツアナウンサー）と交互に、スタジオで「Weeklyタイガース」の進行役も担当。2021年度からは、村上昂輝（西日本放送から移籍してきた後輩アナウンサー）が「若虎に直撃!」を担当することにともなって、「走れ!もっと!はしもっと」という冠取材企画を新たに任されている。
- ヴィッセルLive!（Jリーグ・ヴィッセル神戸の公式戦中継、ピッチリポーター）
- 全国高等学校サッカー選手権大会
  - サンテレビで中継する兵庫県大会や、日本テレビが制作する全国大会の中継で、実況やリポーターを担当。
- NEWS×情報 キャッチ+
  - 『情報スタジアム 4時!キャッチ』の後継番組で、2022年度の月曜日に「41（よい）とこ中継」（サンテレビの放送対象地域である兵庫県内の全41自治体を対象に毎週1つの自治体から放送）のリポーターを担当。2023年4月の番組リニューアルを機に、月曜日のキャスター（スタジオ進行担当）へ異動した。
  - プロ野球シーズン中の火 - 金曜日にも、後枠で編成される『サンテレビボックス席』の阪神ナイトゲーム中継で実況やベンチリポートを担当する場合に、2022年度から「ボックス席soon」（直前中継枠）へ登場している。
- ストークスLive!（B.LEAGUE・神戸ストークスの公式戦中継、実況）

### 山陰放送のアナウンサー時代

#### ラジオ
- フルスイング!橋本航介です!!（2010年10月 - 2011年9月）
- ティンラジ（2011年10月 - 2013年3月）
- Monday Bookmark（2013年1月 - 2013年9月）
- 航介’S琉球タイム（単発番組）
- 橋本航介のサンデーアプリ（2012年10月 - 2014年9月）
- かっとばし金曜日（2013年10月 - 2015年3月）
- BSSニュース

#### テレビ
- 島根県政特別番組「美女と草食男と幸福の使者たち」（2014年2月22日）
- 生たまごBang!（2014年4月 - 2015年3月、「橋本スポーツ店」のコーナー放送時のみ出演）
- 島根県政特別番組「足し算の省エネ・ゆけ!スマートライフマン」（2015年2月14日）
- BSSニュース